# Jeff Edmonds
Jeff Edmonds (...) è un astronomo amatoriale statunitense che opera all'Osservatorio Ibis a Manhattan nella Contea di Riley in Texas.
Il Minor Planet Center lo accredita per la scoperta dell'asteroide 270373 William, effettuata il 7 gennaio 2002.